# Танака, Франциск Ксаверий Эйкити
Франциск Ксаверий Эйкити Танака (6.06.1902 г., Япония — 20.05.1983 г., Такамацу, Япония) — католический прелат, епископ Такамацу с 13 сентября 1963 года по 11 января 1977 год.

## Биография
21 декабря 1935 года Франциск Ксаверий Эйкити Танака был рукоположен в священника.
13 сентября 1963 года Римский папа Павел VI назначил Франциска Ксаверия Эйкити Танаку епископом Такамацу. 20 октября 1963 года в Риме состоялось рукоположение Франциска Ксаверия Эйкити Танаки в епископа, которое совершил Римский папа Павел VI в сослужении с секретарём конгрегации Пропаганды веры титулярным архиепископом Неаполиса Писидийского Пьетро Сигизмонди и кардиналом Серджо Пиньедоли.
Участвовал в работе II, III и IV сессиях Второго Ватиканского собора.
11 января 1977 года Франциск Ксаверий Эйкити Танака вышел в отставку. Скончался 20 мая 1983 года в городе Такамацу.